# Полетковци
 Тази статия е за селото в Кулско.  За близкия язовир вижте Полетковци (язовир).  
Полѐтковци е село в Северозападна България. То се намира в община Кула, област Видин.

## История
В края на XVIII и началото на XIX век в селото се установяват преселници от Тетевенско, като и до днес местният диалект е силно повлиян от централния балкански говор, контрастирайки с околните преходни и северозападни говори.
По време на колективизацията в града е създадено Трудово кооперативно земеделско стопанство „Ново време“.

## Население
Преброяване на населението през 2011 г.
Численост и дял на етническите групи според преброяването на населението през 2011 г.:
|                     | Численост | Дял (в %) |
| Общо                | 68        | 100,00    |
| Българи             | 68        | 100,00    |
| Турци               | 0         | 0,00      |
| Цигани              | 0         | 0,00      |
| Други               | 0         | 0,00      |
| Не се самоопределят | 0         | 0,00      |
| Неотговорили        | 0         | 0,00      |